# Mercedes Marín Del Solar

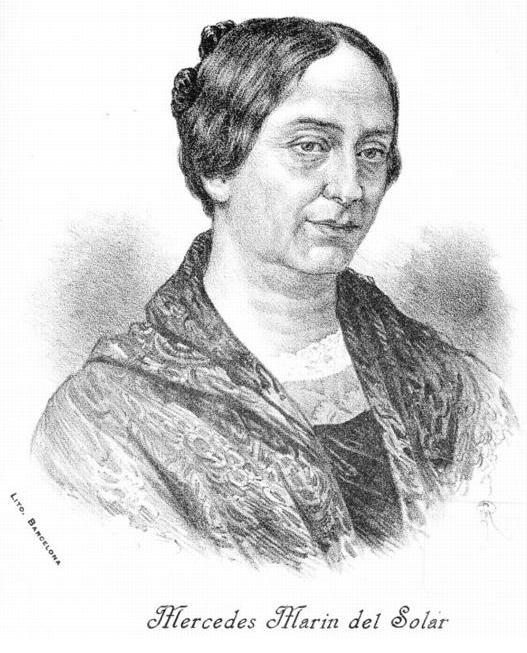
Mercedes Marín Del Solar

Mercedes Marín Del Solar (* 11. September 1804 in Santiago de Chile; † 21. Dezember 1866 ebenda) war eine chilenische Autorin.
Sie war die Tochter von Gaspar Marin, des Sekretärs der ersten Regierungsjunta Chiles, und von Luisa Recabarren. Sie erhielt eine für die damalige Zeit und Verhältnisse außergewöhnliche Ausbildung. Im Jahr 1830 heiratete sie den Schriftsteller José María del Solar, der ihren kulturellen Ambitionen Verständnis entgegenbrachte. Sie setzte sich für ein Erziehungssystem ein, das der Frau die gleichen Bildungschancen wie dem Mann bieten sollte.
Mercedes war Chiles erste bedeutende Femme de lettres. Ihre eindrucksvolle Trauerode „Canto Fúnebre a la Muerte de Don Diego Portales“ erschien 1837 anonym in der Zeitschrift „El Araucano“. Hierfür erhielt sie auch von ihren männlichen Kollegen Beifall. Ihr lyrisches Gesamtwerk, im Wesentlichen Sonette unter klassizistischem Einfluss, wurde von ihrem Sohn Enrique del Solar herausgegeben.